# Alleanza 2020 USR PLUS
L'Alleanza 2020 USR PLUS (in romeno: Alianța 2020 USR PLUS) è stata una coalizione formata da Unione Salvate la Romania e Partito della Libertà, dell'Unità e della Solidarietà, nata originariamente in vista delle elezioni europee del 2019 e, poi, trasformatasi in partito in seguito alla fusione delle due forze.
La coalizione presentò candidature congiunte anche alle presidenziali del 2019 e alle successive elezioni locali e parlamentari del 2020.
Alle elezioni parlamentari del 2020 ottenne il 15%, entrando a far parte con sette propri esponenti di un governo di coalizione con Partito Nazionale Liberale e Unione Democratica Magiara di Romania, in carica dal 23 dicembre 2020.
Nell'agosto 2020 fu annunciata la fusione tra i due gruppi dell'alleanza, che avrebbero formato un unico partito. Nel mese di aprile 2021 la richiesta fu approvata dal tribunale di Bucarest, mentre il congresso di unificazione fu celebrato nell'ottobre dello stesso anno. Come risultato della fusione il partito decise di mantenere la sola denominazione dell'USR.

## Storia

### Nascita dell'alleanza
La coalizione fu fondata il 2 febbraio 2019 tra l'Unione Salvate la Romania (USR) di Dan Barna e il Partito della Libertà, dell'Unità e della Solidarietà (PLUS) dell'ex primo ministro Dacian Cioloș. Condividendo idealmente parte dell'elettorato, composto perlopiù da elementi della società civile interessati alla lotta alla corruzione, i due partiti si avvicinarono nel corso del 2018. Dan Barna e Dacian Cioloș, indicato come capolista nel quadro dell'alleanza, nel febbraio 2019 affermarono che i due partiti avevano trovato l'accordo per concorrere su liste comuni alle elezioni europee e che il progetto rappresentava un primo passo verso un eventuale successo alle parlamentari del 2020.
L'iscrizione alla corsa elettorale europea, però, il 7 marzo fu bloccata dall'Ufficio elettorale centrale (BEC), che ne respinse la richiesta di registrazione, poiché nel registro del partiti politici del tribunale di Bucarest i due leader Barna e Cioloș non figuravano ufficialmente come presidenti delle rispettive formazioni. Dan Barna era stato eletto leader dell'USR nell'ottobre del 2017, mentre Cioloș del PLUS nel gennaio 2019, ma le relative richieste di registrazione degli atti congressuali non erano ancora state convalidate dal tribunale di Bucarest. Per ovviare alla situazione l'ex presidente dell'USR Nicușor Dan, dimessosi dal partito nel giugno 2017, annunciò la propria disponibilità ad iscriversi nuovamente al gruppo e controfirmare le liste per permettere alla coalizione di poter partecipare alle elezioni. L'8 marzo, in ogni caso, l'Alta corte di cassazione e giustizia ammise il ricorso dell'alleanza contro la decisione dell'Ufficio elettorale centrale, consentendo l'iscrizione delle liste elettorali dell'USR PLUS.

### Elezioni europee del 2019
L'Alleanza 2020 USR PLUS si presentava deliberatamente nella scena politica come una forza antitetica al Partito Social Democratico (PSD), che era considerato un partito corrotto asservito agli interessi personali del suo leader Liviu Dragnea. Lo slogan scelto del gruppo, a tal riguardo, fu «Senza ladri arriviamo lontano» («Fără hoție ajungem departe»).
Il 4 aprile 2019, nel quadro di una conferenza stampa, la coalizione presentò il proprio programma elettorale, basato su quattro assi fondamentali:
- Giustizia e protezione dei diritti dei romeni nell'Unione europea (Justiție si protejarea drepturilor românilor in UE)
- Benessere della società (Bunăstarea societății)
- Ricchezza europea in Romania (Prosperitate europeană acasă, în România)
- Politica estera e sicurezza (Politica externă și de securitate)

Schierandosi contro i populismi, l'alleanza si proponeva di rafforzare lo stato di diritto in Romania, di combattere la corruzione, di introdurre misure volte al miglioramento della sanità, dell'istruzione e di lotta alla povertà. Tra le proposte principali del partito vi furono quelle del rafforzamento del Meccanismo di Cooperazione e Verifica (MCV) e dell'adesione della Romania allo spazio Schengen. A livello di politica estera l'alleanza avrebbe supportato l'ingresso della Repubblica di Moldavia nell'Unione europea e il ruolo del Partenariato orientale.
In occasione del vertice dei capi di stato europei a Sibiu del 9 maggio 2019, Cioloș ebbe un incontro con il presidente francese Emmanuel Macron riguardante la realizzazione di un nuovo gruppo politico al parlamento europeo in seguito alle elezioni del 26 maggio.
Nel corso della campagna elettorale il gruppo organizzò due comizi principali cui presero parte entrambi i leader dell'alleanza, il 5 maggio a Cluj-Napoca e il 12 maggio a Timișoara. Un'ulteriore tappa del rally elettorale annunciata dall'alleanza fu quella del 24 maggio a Bucarest, cui prese parte il leader del Partito dell'Alleanza dei Liberali e dei Democratici per l'Europa, Guy Verhofstadt, che confermò l'intenzione di formare un nuovo gruppo parlamentare europeo, Renew Europe, cui avrebbero partecipato anche USR, En Marche!, Ciudadanos e NEOS.
L'Alleanza riuscì a eleggere otto membri. Il 19 giugno Dacian Cioloș fu persino nominato capogruppo di Renew Europe al parlamento europeo.

### Elezioni presidenziali del 2019
Il 21 luglio 2019 i due partiti trovarono un accordo che prevedeva che Barna, già scelto dall'USR, sarebbe stato il candidato al ruolo di capo di Stato alle elezioni presidenziali del novembre 2019, mentre Cioloș sarebbe stato proposto per la posizione di primo ministro alle elezioni parlamentari del 2020.
Mentre i sondaggi della vigilia preannunciavano un testa a testa per il secondo posto tra il leader del PSD Viorica Dăncilă e Barna, il voto del 10 novembre dimostrò una più netta divisione tra i due candidati, con quello del PSD su percentuali intorno al 22%. Malgrado le speranze di avanzare al ballottaggio contro Klaus Iohannis a discapito del candidato del PSD nutrite da Dan Barna, il leader dell'USR riconobbe la sconfitta già a fronte dei primi risultati parziali, che lo davano 6 punti sotto Dăncilă. L'11 novembre, quindi, per voce di Barna e Dacian Cioloș l'Alleanza 2020 USR PLUS annunciò pubblicamente il proprio supporto a Iohannis al secondo turno.

### Fusione di USR e PLUS
Preparandosi alle nuove tornate elettorali del 2020, locali e parlamentari, nel mese di gennaio Dragoș Tudorache (PLUS) fu indicato come coordinatore tecnico della coalizione, mentre il collega dell'USR Ionuț Moșteanu assunse l'incarico di portavoce. Alcuni giorni dopo le segreterie di partito annunciarono che nel corso dell'anno sarebbe stato indetto un congresso comune per ufficializzare la fusione delle due formazioni. L'8 febbraio sia il comitato politico dell'USR che il consiglio nazionale del PLUS ratificarono tale decisione.
Il protocollo di fusione fu approvato da un congresso svoltosi online il 15 agosto 2020, con 2.222 voti pro (84,65%), 328 contro (12,5%) e 75 astenuti (2,86%), su un totale di 2.625 voti validi. Precedentemente nelle proprie riunioni interne si erano espressi a favore il 76,1% dei delegati dell'USR e l'83,44% di quelli del PLUS. L'accordo prevedeva un periodo di transizione con due strutture dirigenti separate, che avrebbero organizzato due diversi congressi e, successivamente, una riunione comune. Dopo l'ufficializzazione dell'iscrizione al registro dei partiti politici, il nuovo soggetto, chiamato USR PLUS, avrebbe celebrato un ulteriore congresso per la nomina del nuovo gruppo dirigente unificato. Le strutture locali avrebbero seguito lo stesso percorso. Il programma di governo per le elezioni parlamentari del 2020 sarebbe stato preparato nei successivi due mesi, avendo cura di rispettare l'orientamento dottrinario di centro-destra dell'USR e i principi del liberalismo etico propri del PLUS.

### Elezioni del 2020

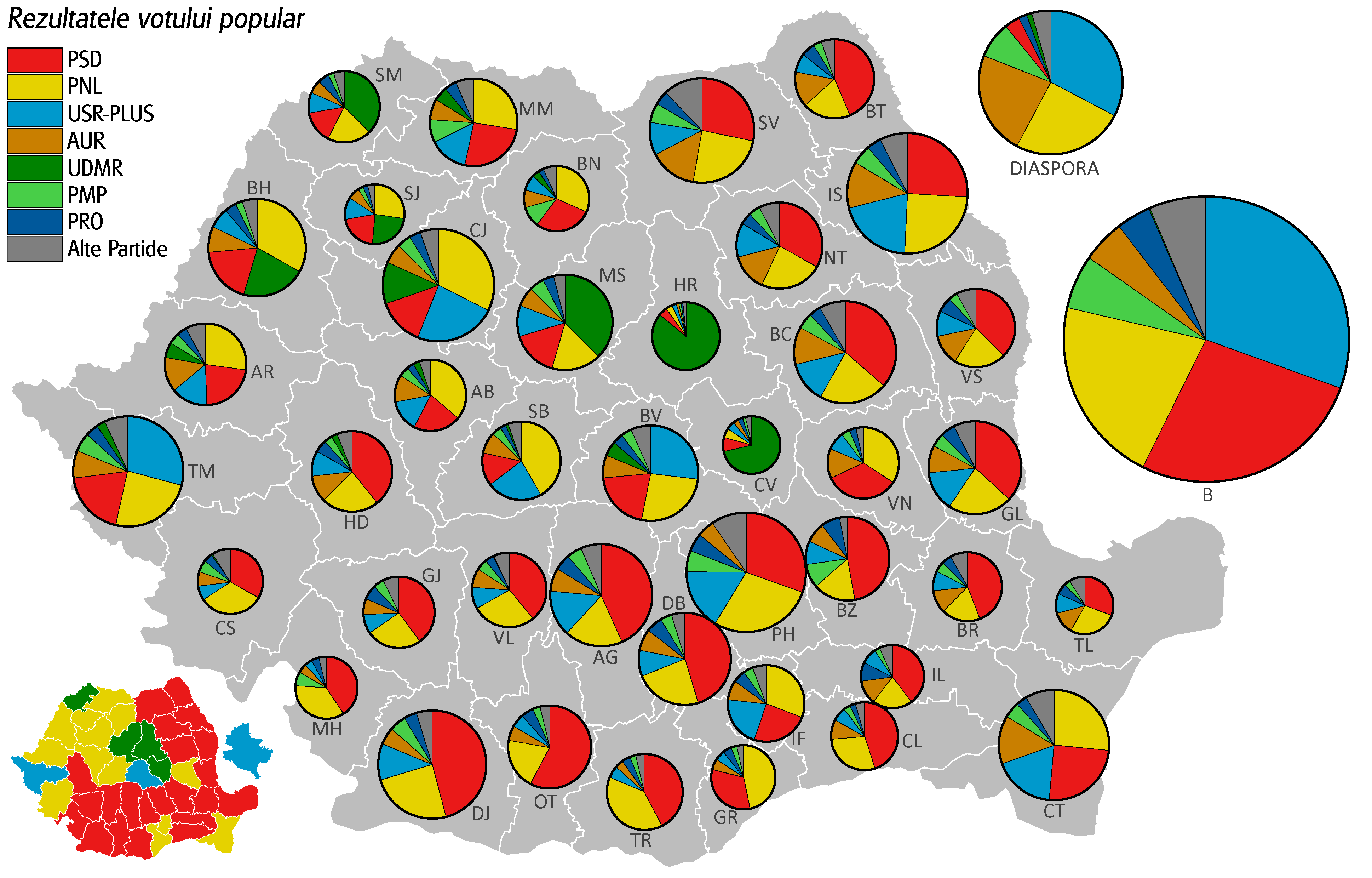
Carta raffigurante la frazione di voti, cumulati per camera dei deputati e senato, assegnati ai partiti principal alle elezioni parlamentari del 2020. L'USR PLUS fu il primo partito nelle circoscrizioni di Bucarest, Timiș, Brașov ed estero.

Il processo di fusione fu ritardato per ragioni amministrative, mentre i due partiti parteciparono alle successive elezioni ancora nella formula della coalizione. Alle locali ottenne per la prima volta nella sua storia il controllo di alcuni capoluoghi importanti (Timișoara e Brașov), nonché i sindaci di due dei sei settori di Bucarest e l'elezione di Nicușor Dan al municipio della capitale rumena, candidato esterno sostenuto insieme al PNL. La coalizione converse sulla scelta di Dan solamente dopo l'annuncio ufficiale del PNL, al fine di evitare la dispersione dei voti nel centro-destra, nonostante avesse precedentemente già indicato Vlad Voiculescu quale proprio candidato. Malgrado il successo nelle grandi aree urbane, rimase in generale sotto un modesto 10%. Dan Barna, ad ogni modo, si dichiarò fiducioso di poter conseguire il 18-20% alle generali e pronto a sostenere un'eventuale coalizione di governo di centro-destra con il PNL. Le due formazioni, infatti, si erano avvicinate dopo la caduta del governo Dăncilă. A partire da quel momento l'USR PLUS aveva sostenuto esternamente un nuovo governo PNL con a capo Ludovic Orban, entrato in carica il 4 novembre 2019.
Il 17 ottobre 2020 l'alleanza rese pubblico il programma per le elezioni parlamentari del mese di dicembre, che era basato su sei punti cardine: la correzione delle distorsioni sulla giustizia operate dal PSD; la depoliticizzazione delle funzioni di controllo nel campo dell'istruzione; la creazione di un fondo per la modernizzazione del sistema sanitario; l'istituzione di un organo d'inchiesta giudiziaria contro il disboscamento clandestino (definita simbolicamente "Direzione nazionale anticorruzione delle foreste", DNA-ul pădurilor); l'allocamento di fondi europei per le industrie ad alta tecnologia e l'energia verde; l'accesso a internet ad alta velocità per tutti. Il 29 ottobre 2020 fu presentato un documento completo contenente un programma di governo basato su quaranta punti in cui venivano riproposti alcuni assunti cardine del partito, tra i quali la modifica della costituzione in modo da rendere ineleggibili i soggetti condannati in via definitiva per fatti costituenti reato sanzionati dal codice penale e l'eliminazione delle pensioni speciali.
Il voto restituì un quadro che vedeva il PSD prima forza del paese (29%), seguito da PNL (25%) e USR PLUS (15%). Dacian Cioloș confermò la disponibilità dell'USR PLUS ad un'alleanza, dichiarandosi pronto ad andare al governo in coalizione con il PNL in modo da realizzare le riforme di cui il paese aveva bisogno. I negoziati tra PNL, USR PLUS e Unione Democratica Magiara di Romania iniziarono il 12 dicembre e si conclusero il 21 dicembre 2020, quando le tre forze comunicarono di aver trovato un accordo di governo, che prevedeva la nomina a premier del liberale Florin Cîțu. Nel quadro del patto l'USR PLUS ottenne la posizione di vice primo ministro (Dan Barna), la presidenza del senato (Anca Paliu Dragu) e sei ministri (quattro per membri dell'USR e due per quelli del PLUS). Nel complesso la coalizione conseguì 55 deputati (38 per l'USR e 17 per il PLUS) e 25 senatori (17 per l'USR e 8 per il PLUS).

### Congresso di unificazione di USR e PLUS
Il 16 aprile 2021 la corte d'appello di Bucarest approvò la fusione, che sarebbe divenuta ufficiale solamente in seguito all'organizzazione di un congresso. In base agli atti registrati presso il tribunale di Bucarest, a livello legale la fusione fu ufficialmente realizzata con la soluzione dell'assorbimento del PLUS da parte dell'USR.
In vista del congresso presentarono la propria candidatura a presidente tre membri dell'USR PLUS: Dacian Cioloș (sostenuto dalla piattaforma chiamata Uniti, riusciamo!, in rumeno Uniți, Reușim!), Dan Barna (proposto dalla piattaforma USR PLUS al governo nel 2024, in rumeno USR PLUS la guvernare 2024) e Ambrozie Irineu Darău (#Insieme USR-PLUS. Coraggio per la Romania, in rumeno #Împreună USR-PLUS. Curaj pentru România). Le elezioni si sarebbero svolte su due turni tramite un voto online. Al termine della prima settimana, il 23 settembre 2021 furono ufficializzati i risultati del primo turno: Cioloș (15.111 preferenze, pari al 46%), Barna (14.404, pari al 43,9%) e Darău (3.300, pari al 10,1%).
La seconda settimana di voto per il ballottaggio si concluse il 1º ottobre e decretò lo stretto successo di Cioloș (19.603, pari al 50,9%) su Barna (18.908, pari al 49,1%). Il risultato fu convalidato dal congresso del 2 e 3 ottobre 2021 tenutosi presso il Romexpo di Bucarest. Oltre al nuovo presidente i delegati del partito elessero anche l'intera struttura dirigenziale (composta dai 24 membri dell'ufficio nazionale di cui sette vicepresidenti, oltre alla commissione nazionale d'arbitraggio) e stabilirono che il nome del nuovo soggetto politico, che rappresentava l'unione ufficiale delle due forze, avrebbe conservato il nome della sola USR, con la rimozione della parte riferita al PLUS. La maggior parte dei nuovi membri della dirigenza faceva capo alla piattaforma USR PLUS al governo nel 2024, che aveva sostenuto la candidatura di Dan Barna.
A livello politico l'ultimo atto prima della fusione fu il ritiro dal governo Cîțu il 7 settembre 2021, come esito della crisi di governo provocata dalla revoca del ministro della giustizia Stelian Ion da parte del primo ministro.

## Risultati elettorali
| Elezione          | Elezione     | Voti      | %     | Seggi    |
| ----------------- | ------------ | --------- | ----- | -------- |
| Europee 2019      | Europee 2019 | 2.028.236 | 22,36 | 8 / 32   |
| Parlamentari 2020 | Camera       | 906.965   | 15,37 | 55 / 329 |
| Parlamentari 2020 | Senato       | 936.864   | 15,86 | 25 / 136 |

| Elezione           | Elezione | Candidato | Voti      | %     | Esito                |
| ------------------ | -------- | --------- | --------- | ----- | -------------------- |
| Presidenziali 2019 | I turno  | Dan Barna | 1.384.450 | 15,02 | ❌ Non eletta/o (3º) |